# Rhopalomyia clinata
Rhopalomyia clinata är en tvåvingeart som beskrevs av Gagne 1975. Rhopalomyia clinata ingår i släktet Rhopalomyia och familjen gallmyggor. Inga underarter finns listade i Catalogue of Life.